# Manoella Torres
Manoella Torres (21 avril 1954, New York) est une chanteuse et actrice américaine de Porto Rico vivant à Mexico au Mexique. Elle a enregistré plus de 350 chansons écrites par de célèbres compositeurs comme Armando Manzanero, Juan Carlos Calderón, Juan Gabriel, Manuel Alejandro et Rafael Pérez Botija, pour ne citer qu'eux.

## Biographie
Ses parents portoricains, Felicia Calderón et Jorge Torres ont en tout six enfants, Gloria est l'aînée. Elle développe son talent à la chanson depuis son enfance, voulant chanter pour sa famille. Luttant contre l'alcoolisme, Jorge Torres et sa femme décident de se séparer et envoient leurs enfants en pension afin qu'ils puissent étudier à l'abri de leurs problèmes. Mais Gloria de son côté part à Mexico avec sa grand-mère, Guadalupe Narváez, elle-même chanteuse déçue à la carrière manquée, décidée à ce que sa petite-fille puisse elle réussir son rêve. Elle encourage son talent bien que Gloria idole des chanteurs comme Cuco Sánchez, Los Panchos ou Lucha Villa. 
Au Mexique, elle continue à étudier le chant et des années plus tard rencontre l'homme grâce à qui sa carrière va réellement débuter, Alfredo Marcelo Gil. Il devient son manager et lui donne son nom de scène de "Gloria Gil". Elle commence à faire la tournée des évènements musicaux et des apparitions à la télévision où elle rencontre sur un plateau une autre figure décisive de sa carrière, Armando Manzanero. Après l'avoir entendue chanter, il dit  "Niñita, tú naciste para cantar (Petite fille, tu es née pour chanter)". Cette citation se transforme en son surnom, "la mujer que nació para cantar (la femme qui est née pour chanter)".
En 1971, elle signe un contrat de disque avec Columbia Records avec un nouveau nom de scène, "Manoella Torres". Elle enregistre son premier album "Nació Para Cantar" et son premier single, écrit par Manzanero, titled "El Último Verano". La chanson est un tube dans tout le Mexique et depuis Manoella remporte succès après succès et apparait souvent dans "Siempre en Domingo" avec Raúl Velasco. Parmi ses plus grands succès, il y a "Ahora Que Soy Libre", "Te Voy A Enseñar A Querer", "Libre Como Gaviota", "Acaríciame", "Que Me Perdone Tu Señora" et sa sans doute plus célèbre chanson "A La Que Vive Contigo", écrite par son mentor Armando Manzanero.
À la fin des années 1970, Torres rencontre son futur mari, Guillermo Diestel Pasquel, avec lequel elle aura une fille prénommée Erika. Elle révèle plus tard que son mari était un homme brutal et abusif lui infligeant souvent des violences physiques et psychologiques, d'où leur séparation dans le milieu des années 1980 et son départ du Mexique. Fragilisée, elle décide de concentrer sa vie à son unique carrière. Elle se retire de son monde, se coupe de ses connaissances et de celles de son mari et s'isole dans une retraite pendant trois ans revenant en 1988 après avoir fait le point et demande le divorce.
En février 2007, Manoella Torres participe à un reality show de la chaîne de télévision mexicaine TV Azteca nommée "Disco de Oro", présentée par José Luis Rodríguez "El Puma", dans laquelle des chanteurs "has-been" concourent en relation avec les téléspectateurs. Le gagnant réalise un album avec la société de production, mais Torres n'arrive qu'en troisième position. 
Aujourd'hui Torres continue de faire des tournées dans tout le Mexique et enregistre des albums à un rythme régulier. Elle passe la plupart de son temps à faire sa promotion ou celle des autres.